# Световно първенство по биатлон
Световно първенство по биатлон е международно състезание по биатлон което се провежда ежегодно от 1958 г. с някои изключения.
Съвременните първенства включват спринт, преследване, масов старт, индивидуален старт, щафета и смесена щафета. За участие в стартовете на световни първенства се начисляват точки за общото класиране за световната купа и за ежегодното класирането по нации в рамките на световната купа.
В годините на провеждане на Зимни олимпийски игри не се провежда световно първенство като отделно състезание. Вместо това по време на някой от следолимпийските етапи на световната купа се определят световни шампиони в дисциплините, които не са включени в олимпийската програма. Към 2012 единствената такава дисциплина е смесената щафета.
През 1993 г. световното първенство по биатлон се провежда в Боровец, България.

## Проведени първенства
- 1958  Заалфелден, Австрия
- 1959  Курмайор, Италия
- 1961  Умео, Швеция
- 1962  Хемеенлина, Финландия
- 1963  Зеефелд, Австрия
- 1965  Елверум, Норвегия
- 1966  Гармиш-Партенкирхен, Западна Германия
- 1967  Алтенберг, ГДР
- 1969  Закопане, Полша
- 1970  Йостершунд, Швеция
- 1971  Хемеенлина, Финландия
- 1973  Лейк Плесид, САЩ
- 1974  Минск, СССР
- 1975  Антхолц-Антерселва, Италия
- 1976  Антхолц-Антерселва, Италия
- 1977  Вингрум, Норвегия
- 1978  Хохфилцен, Австрия
- 1979  Руполдинг, Западна Германия
- 1981  Лахти, Финландия
- 1982  Минск, СССР
- 1983  Антхолц-Антерселва, Италия
- 1984  Шамони, Франция (жени)
- 1985  Руполдинг, Западна Германия (мъже) и  Ег ам Етцел, Швейцария (жени)
- 1986  Холменколен, Норвегия (мъже) и  Фалун, Швеция (жени)
- 1987  Лейк Плесид, САЩ (мъже) и  Лахти, Финландия (жени)
- 1988  Шамони, Франция (жени)
- 1989  Файстриц ам дер Драу, Австрия (първо общо първенство за мъже и жени)
- 1990  Минск, СССР,  Холменколен, Норвегия и  Лахти, Финландия
- 1991  Лахти, Финландия
- 1992  Новосибирск, Русия
- 1993  Боровец, България
- 1994  Кенмор, Канада
- 1995  Антхолц-Антерселва, Италия
- 1996  Руполдинг, Германия
- 1997  Осърбле, Словакия
- 1998  Поклюка, Словения и  Хохфилцен, Австрия
- 1999  Контиолахти, Финландия и  Холменколен, Норвегия
- 2000  Холменколен, Норвегия и  Лахти, Финландия
- 2001  Поклюка, Словения
- 2002  Холменколен, Норвегия
- 2003  Ханти-Мансийск, Русия
- 2004  Оберхоф, Германия
- 2005  Хохфилцен, Австрия и  Ханти-Мансийск, Русия
- 2006  Поклюка, Словения
- 2007  Антхолц-Антерселва, Италия
- 2008  Йостершунд, Швеция
- 2009  Пьончан, Южна Корея
- 2010  Ханти-Мансийск, Русия (смесена щафета)
- 2011  Ханти-Мансийск, Русия
- 2012  Руполдинг, Германия
- 2013  Нове место на Мораве, Чехия
- 2015  Контиолахти, Финландия
- 2016  Осло, Норвегия
- 2017  Хохфилцен, Австрия

## Предстоящи първенства
- 2019  Йостершунд, Швеция